# Marwe coarctata
Marwe coarctata – gatunek kosarza z podrzędu Cyphophthalmi, o nieprzypisanej przynależności do rodziny. Jest jedynym znanym przedstawicielem monotypowego rodzaju Marwe.

## Opis
Drobny gatunek kosarza, o długości ciała około 2 mm

## Biotop
Gatunek troglofilny.

## Występowanie
Gatunek endemiczny dla Kenii, gdzie wykazany został z jaskini Cobra, w rejonie rzeki Tivy w Parku Narodowym Tsavo.